# Saint-Laon
Saint-Laon è un comune francese di 126 abitanti situato nel dipartimento della Vienne nella regione della Nuova Aquitania.

## Società

### Evoluzione demografica
Abitanti censiti